# Ademola Okulaja
Ademola Okulaja (Lagos, Nigeria; 10 de julio de 1975-Berlín, Alemania; 16 de mayo de 2022) fue un jugador de baloncesto profesional de nacionalidad alemana que disputó la mayor parte de su carrera en clubes de Europa. Con 2,06 metros de altura, jugaba en la posición de ala-pívot y debutó en el baloncesto de élite con el Alba Berlín (1994). 

## Carrera deportiva
Nacido en Nigeria, llegó a Berlín (Alemania) con su familia cuando tenía tan solo tres años.
Comenzó a jugar a la edad de catorce años en el Charlottenburg y un año después pasó al TuS Lichterfelde, equipo vinculado históricamente al Alba Berlín, con quienes debutó en la temporada 1994-95, año en que el club lograba el primer título europeo de un club alemán, venciendo en la Copa Korac. 

### Carrera universitaria
Marchó a jugar al baloncesto universitario norteamericano, uniéndose a la Universidad de Carolina del Norte, los populares Tar Heels. Por dos veces fueron campeones de la Atlantic Coast Conference y dos veces alcanzaron la Final Four del Torneo Universitario en la temporada 1996-97. En la última campaña del mítico entrenador Dean Smith cayeron ante los posteriormente campeones de la Universidad de Arizona, y en 1997-98, bajo las órdenes de Bill Guthridge formando parte de una gran plantilla conocida como "el equipo de los seis titulares" ("six starters") junto a Antawn Jamison, Vince Carter, Ed Cota, Shammond Williams y Makhtar N'Diaye, fueron derrotados nuevamente en la semifinal ante la Universidad de Utah. En su última temporada, donde tras la marcha de sus antiguos compañeros al profesionalismo quedó como líder del equipo, fue reconocido en el mejor quinteto de su conferencia. 
Acabada su carrera universitaria no encontró sitio en la NBA, volviendo a su antiguo club, el Alba Berlín, con quienes conquistó la Liga Alemana 1999-2000. Volvió a intentar el sueño americano y firmó un contrato con Philadelphia 76ers, pero no logró hacerse un hueco en el equipo final y fue cortado en noviembre sin llegar a debutar.

### ACB
Llegó a la ACB tras no hacerse un hueco en la NBA, fichando con la temporada iniciada en diciembre por el CB Girona, teniendo un impacto inmediato en la liga. Fue reconocido una vez como jugador de la semana y como jugador del mes de abril. En sus 23 partidos de esa primera temporada promedió 20 puntos por partido y 8.3 rebotes y buenos porcentajes en el lanzamiento con un 40% en triples. El equipo que dirigió Trifón Poch quedó en la 9.ª plaza a las puertas de clasificarse para el playoff, siendo Ademola y Larry Stewart los jugadores más destacados. A nivel individual, al final de la temporada la revista Gigantes del Basket le nomina Jugador más Espectacular de la liga.
Su buen año le lleva a fichar por uno de los grandes, jugando la 2001-02 para el FC Barcelona, en él fue el último año de Aíto García Reneses como técnico. No era fácil el reto en el equipo, ya que el año anterior habían logrado el doblete de Liga y Copa y su función podía entenderse como la de suplir al héroe de aquellos resultados Pau Gasol que había iniciado su carrera NBA. El primer título en juego de la temporada se escapó, al caer en la final de la Copa del Rey ante los anfitriones del Baskonia. En Europa quedaron fuera de la Final Four de la Euroliga por el average ante Benetton de Treviso y en la liga acabaron líderes de la temporada regular igualados a victorias con Unicaja de Málaga, sin embargo en semifinales fueron superados nuevamente por el, a la postre campeón, Baskonia por 3 a 1. A nivel individual fue el mejor jugador del equipo, promediando 15.7 ptos. y 6.7 reb. y un 49% en lanzamientos triples y fue nuevamente elegido una vez jugador de la semana. La llegada de un nuevo técnico, Svetislav Pésic y de jugadores como Dejan Bodiroga y Gregor Fučka hacían presagiar menos minutos para Okulaja y finalmente se forzó su salida del club.
Llegó la temporada siguiente a Unicaja Málaga que dirigía Bozidar Maljkovic. Un equipo con altas expectativas donde debía ser una figura importante. Quedaron apeados en semifinales de la Copa del Rey, superados por su exequipo, el FC Barcelona que resultó campeón por un apretado 78-77 como resultado. En Europa el equipo alcanzó el Top 16, donde solo pudieron lograr un triunfo acabando últimos de su grupo que compartieron con CSKA de Moscú, Efes Pilsen y Cibona de Zagreb. Finalizaron la liga en tercer lugar y superaron en cuartos de final al Baskonia por un apretado 3 a 2, mismo resultado con el que cayeron en semifinales ante el Valencia. Sus números sin embargo no fueron tan buenos a nivel individual, quedándose en 9.6 ptos. y 6.1 reb. debido principalmente a la reducción de minutos en una plantilla con muchas rotaciones donde le costó encontrar su sitio. sus números fueron a la baja y en playoff apenas promedió 5.5 ptos. y 5 rebotes en un equipo donde primaba el juego exterior liderado por Louis Bullock, Mous Sonko y Milan Gurović.
Tras su salida acordada de Málaga volvió a intentar jugar en la NBA y firmó con Utah Jazz con quienes hizo la pretemporada, pero nuevamente fue cortado sin siquiera empezar la liga y de nuevo tras el intento americano fallido retornó a la ACB con la temporada iniciada para unirse al club que lo había traído la primera vez a la ACB, el CB Girona. La derrota en su debut situaba al equipo en puestos de descenso tras 12 jornadas y su llegada era una de las bases para intentar levantar el vuelo, como fue el cambio de técnico, saliendo Juan llaneza y llegando Edu Torres, medidas que al final surtieron efecto, ya que al final de la regular se clasificaron en 13.er lugar, salvando la temporada. Una vez más fue parte destacada del equipo, junto a Andy Toolson y Jordi Trias, promediando 14.5 ptos. y 6.2 reb. Acabada la temporada con Girona, firmó con la Benetton de Treviso para jugar el playoff, en total jugó 8 partidos con los italianos, cayendo en semifinales ante el Armani Jeans Milán.
Un nuevo reto ACB surgió tras la pequeña aventura italiana a finales de la pasada temporada, al fichar en la temporada 2004-05 por el Valencia Basket. El equipo, dirigido por Pablo Laso cumplía en la primera vuelta con los objetivos mínimos, lograba el paso a la Copa del Rey con su 6.ª plaza y en la misma, superaron en cuartos de final al FC Barcelona, cayendo en la semifinal ante Unicaja Málaga. La segunda vuelta fue otra historia y tras una racha de 5 derrotas peligraba la clasificación para los playoff y buscando cambiar la dinámica se hizo un cambio de técnico, haciéndose cargo del equipo Chechu Mulero, aunque finalmente no se logró el objetivo y el equipo acabó 9.º sin jugar la postemporada por primera vez en los últimas siete temporadas. El cambio de técnico fue poco antes de la semifinal de la Copa ULEB, donde fueron superados por el Lietuvos Rytas. En lo personal fue un año muy difícil, una lesión en una de sus rodillas provocó que pasara más tiempo de baja que en la cancha uniéndose a una lista de lesiones en la plantilla que tuvieron buena culpa en los malos resultados del equipo. Una recaída a final de temporada le privó de disputar el Eurobasket con su selección, como solía ser habitual todos los veranos. El año lo cerró con apenas 15 partidos jugados, donde aportó 11.3 ptos y 5.5 reb.
Al año siguiente mientras se recuperaba de la lesión entrenaba con el RheinEnergy de Colonia, con quienes apenas disputó un partido de liga a la espera de concretar alguna oferta, esta llegó en febrero cuando fichó por el pujante BC Jimki ruso. donde jugó esa temporada y buena parte de la siguiente, ya que en el mes de abril volvía a la ACB para jugar las 5 últimas jornadas uniéndose a Lucentum Alicante en plena lucha por la permanencia y donde se reencontraba con su primer técnico en España, Trifón Poch. No obstante sus 8.2 ptos. y 4.4 reb. no pudieron evitar que el equipo acabase descendiendo.

### Última etapa profesional
Finalizada su etapa ACB, retornó a Alemania para jugar con el Brose Baskets, con quienes firmó un contrato de dos años y con quienes volvería a disputar la Euroliga. Tras el primer año se le detectó un tumor que provoca primeramente el anuncio de una nueva temporada en blanco y que, una vez superado, no siendo un riesgo para su vida, supuso finalmente su retirada de las canchas como jugador profesional, la cual anunció el 12 de julio de 2010 pero con la intención de seguir ligado al baloncesto como entrenador y representante de jugadores.

## Selección nacional
Ademola Okulaja debutó con la selección de baloncesto de Alemania en 1995 -tras su primer año con el Alba Berlín y antes de partir a la NCAA- en el Eurobasket de Grecia. En total disputó la competición continental en cinco ocasiones (1995, 1999, 2001, 2003 y 2007), no siendo parte del plantel que fue subcampeón en 2005 debido a que se estaba recuperando de una lesión en su rodilla. 
El interno también fue parte del equipo que terminó tercero en la Copa Mundial de Baloncesto de 2002, y estuvo presente en la Copa Mundial de Baloncesto de 2006. 
Debido a sus problemas de salud, no pudo jugar el torneo de baloncesto de los Juegos Olímpicos de 2008. 

## Palmarés

### Títulos nacionales
- Campeón Liga BBL Alemania 1999-00

### Títulos internacionales
- Campeón Copa Korac 1995

### Títulos con la selección
- Medalla de Bronce Mundial 2002